# Longbox

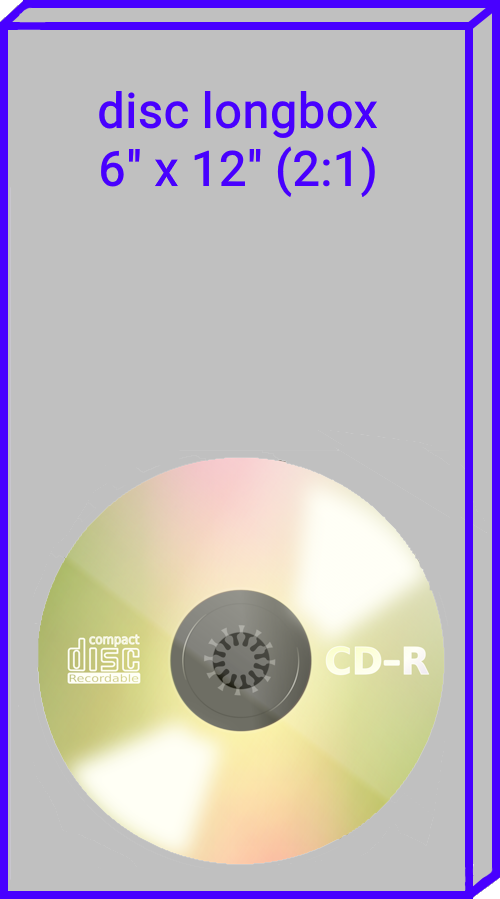
Longbox

Le terme longbox désigne un type d'emballage pour CD musicaux. Il enfermait un unique boîtier de CD en plastique cristal dans un emballage carton plus grand d'environ 30 cm par 15 cm. Ils peuvent aussi être utilisés pour éditer des compilations, contenant alors deux, trois ou quatre disques et parfois, un livret.
Historiquement, les longbox ont été imaginés lors du lancement des premiers CD en Amérique du Nord, afin de faire accepter aux disquaires ce nouveau support, sans qu'ils aient besoin de renouveler leurs étalages, car il permettaient d'utiliser les bacs des 33 tours ; un bac pour 33 tours accueillait 2 séries de longbox côte à côte.